# Alien T
Pour les articles homonymes, voir Alien et Collini.
Alien T, de son vrai nom Marco Collini (né le 9 mars 1983), est un producteur et DJ italien de mainstream hardcore.

## Biographie
La passion de Marco Collini pour la musique électronique fait surface lorsqu'il était encore enfant. Il écoute pour la première fois de la techno hardcore (la compilation Extreme 2000) et c'est à partir de ce moment que son amour pour ce type de musique prend effet. En 2002, Marco achète des platines de mixage et se perfectionne en tant que DJ, mais comme le hardcore n'est pas populaire dans sa ville, il doit se rendre à Rome pour acheter vinyles et albums. Ses voyages à Rome et ses achats chez Virus Records et Deejay Mix (deux disquaires romains) lui permettent de faire la connaissance de Hellsystem et d'Amnesys. Marco Collini et Amnesys deviennent de très bons amis, et ce dernier décide de l'aider à composer ses propres morceaux.
Entre 2004 et 2005, Marco joue sporadiquement lors d'événements et de concerts, petits et grands, et remporte un concours de nouveaux talents organisé par Megarave. En même temps, Marco, grâce à sa passion et aux conseils d'Amnesys, se perfectionne dans ses productions et, durant fin 2006, décide d'envoyer une démo à G-Net Records, un sous-label de Traxtorm Records. The Stunned Guys, dirigeant du label, décide de publier son premier maxi intitulé I'll Be tha Hardest en 2007, donnant ainsi naissance à Alien T. Grâce à son premier EP, Alien T a dès lors accès à la plus importante des boîtes de nuits italiennes hardcores, le Florida, et mixe lors d'événements tels Sunbeat 2007 et A Nightmare in Italy,. 
En 2008, Alien T est de nouveau présent au Sunbeat, ainsi qu'à l'édition italienne de Masters of Hardcore. À la fin 2008, Alien T décide de déménager. Il s'installe à Adro, dans la province de Brescia, où il fera la rencontre du pionnier du hardcore italien, Claudio Lancinhouse. Grâce à ses attaches, Claudio Lancinhouse fait connaître Alien T, qui, désormais, aura un accès facilité aux meilleures scènes hardcores italiennes. Il participe ainsi en 2009 aux événements italiens United Hardcore Forces 09, Masters of Hardcore - Italian Freakz, E-Mission, Fusion-E, Conflict 01, History of Hardcore, Kick.It, Sunbeat 09, et il participe à la salle destinée au groupement de DJ Hardcore Italia lors du festival Dominator aux Pays-Bas ; son morceau Wartime fait partie de la compilation sortie en parallèle de l'événement.
Alien T sort en 2010 l'EP Bullets in Their Heads au label Traxtorm Records. Celui-ci propose donc à Alien T de rejoindre le label Traxtorm Records en 2010. En 2014, il participe au Hardcore Italia - Disco Inferno in Rome, organisé à l'Orion Live Club de Rome, aux côtés notamment de DJ Mad Dog et Unexist. La même année, il participe au Harmony of Hardcore aux côtés de 80 artistes. Le 16 avril 2017, Alien T participe au festival Easter Rave, organisé au Turbinenhalle d'Oberhausen.

## Style musical
Dans les années 1990, Marco Collini est inspiré par ses premières écoutes de techno hardcore : The Stunned Guys, Digital Boy, Marc Acardipane, Neophyte, The Destroyer. Il commence à triturer de la musique, mais avec de faibles moyens. Sur son Pentium 133 et avec des logiciels comme Dance eJay ou Fruity Loops 3, ses expérimentations sont vite limitées. Sa rencontre en 2004 avec Amnesys lui fait découvrir les plugins audio comme VST. Il s'équipe par la suite de platines Technics SL-1200, qui lui permettent de produire ses premiers morceaux, dont I'll Be tha Hardest en 2007. Sur le tas, Alien T s'inspire de ses pairs tels que Tommyknocker, Tha Playah, Nosferatu, Meccano Twins, Ophidian, sans oublier Amnesys. Son approche consiste à « écouter attentivement » la musique.

## Discographie
- 2007 : I'll Be tha Hardest
- 2010 : Bullets In Their Heads
- 2011 : I Am Not Perfect
- 2012 : Make a Difference
- 2013 : This Is a Movement (Traxtorm Records)
- 2014 : The Hammer of the Devil (Traxtorm Records)
- 2015 : Our Light #TiH (feat. MC Alee) (Traxtorm Records)
- 2016 : Rise Some Hard (avec Broken Minds) (Traxtorm Records)
- 2016 : I Hate Children (Traxtorm Records)